# Западноветрово течение
Западноветровото течение е студено океанско течение, което опасва Южното полукълбо от запад на изток между 40 градуса и 55 градуса южна ширина. Дължината му е до 30 000 km, а широчината – около 1000 km.
Предизвикано е от постоянните западни ветрове, движи се от запад на изток през Атлантическия, Индийския и Тихия океан.
Скоростта му е около 0,4 – 0,9 km/h. Температура на водата е от 12 – 15 С в северните части до 1 – 2 С в южните части. Солеността е 33,5 – 35,5 ‰.
Много плаващи водорасли.